# Neglect
Als Neglect (von lateinisch: neglegere = nicht wissen, vernachlässigen) wird in der Neurologie eine Störung der Aufmerksamkeit bezeichnet, die durch eine Schädigung im Gehirn (Hirnläsion) hervorgerufen wird und die dadurch charakterisiert ist, dass der Betroffene die der Hirnläsion gegenüberliegende Seite seiner Umgebung bzw. des eigenen Körpers nicht oder nur schlecht wahrnimmt bzw. missachtet. Häufig einher geht damit ein primär fehlendes Krankheitsbewusstsein. Der Neglect zeigt sich anhand mehrerer Symptome, die unterschiedlich stark ausgeprägt sein können und nicht alle gemeinsam auftreten müssen.
Bei den meisten Neglectpatienten ist die rechte Hirnhälfte betroffen und die linke Seite in der Wahrnehmung eingeschränkt. Die charakteristische Missachtung kann sich auf Reize aller Sinne beziehen. Meistens sind mehrere oder alle fünf Sinne betroffen. Gleichzeitig wird auch die Motorik auf der betroffenen Seite missachtet: Die Extremitäten werden deutlich weniger bewegt, auch wenn keine Lähmung vorliegt. Ein Neglect tritt häufig nach größeren rechtshemisphärischen Infarkten oder Blutungen der Arteria cerebri media auf. Entsprechend werden meistens Reize auf der linken Raumseite vernachlässigt. Die betroffenen Patienten sind sich meistens ihrer Defizite nicht bewusst und empfinden ihr Verhalten zunächst als normal.
Neglect wird gelegentlich irrtümlich bei Patienten mit einem eingeschränkten Gesichtsfeld diagnostiziert. Bei Gesichtsfeldeinschränkungen ist jedoch ausschließlich das Sehen betroffen, und die Störungseinsicht des Patienten ist in der Regel deutlich besser.

## Begriffliche Abgrenzung
Es gilt zu unterscheiden zwischen Neglect und Anosognosie. Aus begrifflichen Gründen müssen aber beide Störungen als zugehörig zur Gruppe der neuropsychologischen Störungen angesehen werden, nämlich als Unterformen von Agnosie (A-noso-gnosie).
Da es sich beim Neglect um eine englischsprachliche Unterscheidung handelt, sollte sich jeder, der diese Begriffe benutzt, dessen bewusst sein, dass hier im Grunde eine Gegenüberstellung mit denial of illness angebracht ist. Klaus Poeck betont, dass Anosognosie treffend mit denial of illness charakterisiert wird.
Bei solcher sprachlichen Gegenüberstellung wird klar, dass Anosognosie die umfassendere und die allgemeine systematische Bezeichnung ist. Dies allerdings muss nicht heißen, dass Anosognosie auch die gravierendere Störung sei, so wie es der sprachliche Vergleich zwischen neglect und denial nahelegt.
Bereits der Erstbeschreiber Joseph Babinski hat verschiedene Schweregrade von Anosognosien hervorgehoben. Er unterschied das Leugnen einer Lähmung auch auf drängendes Fragen hin (Anosognosie) und die Indifferenz gegenüber der Behinderung (Anosodiaphorie). Diese Unterscheidung wird auch in neuerer Literatur zwischen Begriffen wie explicit denial und implicit denial getroffen. Eine nähere Differenzierung kann also schwerlich durch neuroanatomische, sondern muss eher durch psychologische Kriterien erfolgen, wie z. B. narzisstische Einstellung, Selbstbild und Körperschema. Sprachlich kommt dies auch zum Ausdruck, wenn Patienten in der Rückbildungsphase der betroffenen meist linken Körperhälfte Ausdrücke der Fremdheit zukommen lassen, indem sie diese mit er oder sie bezeichnen oder als silly billy. Es ist daher auch von halbseitigen Depersonalisationserscheinungen gesprochen worden. Entsprechende sprachliche Bezeichnungen sind als Ausdruck dafür anzusehen, dass sich der Patient wieder mit dem ihm entfremdeten und verleugneten Körperteil auseinanderzusetzen beginnt.

## Symptome
Ein Neglectpatient übersieht Dinge, welche auf der kontraläsionalen Seite liegen. Er stößt gegen Hindernisse wie z. B. Türen oder Stühle, die sich auf dieser Seite befinden, er isst nur eine Hälfte seines Tellers leer, rasiert sich nur eine Gesichtshälfte, überspringt beim Lesen einzelne Wörter und kann Dinge, die er sucht, nicht oder nur schwer finden, wenn sie auf der kontraläsionalen Seite liegen. Kurz gesagt – ein Neglectpatient übersieht einfach eine Seite der ihn umgebenden Welt. Neglectpatienten haben es daher schwer, sich im Alltag zurechtzufinden.
Neglectpatienten reagieren selten oder gar nicht, wenn man sie von der kontraläsionären Seite her anspricht oder sie berührt, teilweise nicht einmal, wenn ihnen auf der eingeschränkten Körperhälfte Schmerz zugefügt wird. Da der Neglect also in mehreren Modalitäten auftritt (visuell, auditiv und taktil), bezeichnet man ihn auch als multimodale Störung. Die Störung kann in mehreren Modalitäten auftreten, muss sie aber nicht.
Beim Neglect handelt es sich um eine Aufmerksamkeitsstörung, denn es ist so, als wenn der Patient dem eingeschränkten Bereich einfach keine Aufmerksamkeit schenken würde. Wenn man ihn bittet sich auf Gegenstände oder Objekte auf der vernachlässigten Seite zu konzentrieren, kann er diese vorübergehend wahrnehmen, er tut dies allerdings nicht von sich aus. Ein Neglectpatient kann also normal sehen, hören und fühlen, jedoch bemerkt er Reize einfach nicht, welche auf der eingeschränkten Seite liegen.
Die Patienten richten ihren Blick normalerweise nur auf die Seite aus, auf der die Läsion liegt (ipsiläsionäre Seite) und schauen selten von sich aus auf die beeinträchtigte Seite. Das bedeutet, dass die meisten Neglectpatienten andauernd nach rechts schauen. Wenn sie nach einem Objekt suchen, z. B. nach einem Kreis, der auf einem Blatt mit Quadraten abgebildet ist, suchen sie zuerst auf der ipsiläsionären Seite nach ihm und blicken nur selten, wenn überhaupt, auf die kontraläsionäre Seite.
Dabei geht der Neglect häufig mit einer Anosognosie einher, die Patienten sind sich ihrer Einschränkung also nicht bewusst. Die meisten Neglectpatienten antworten daher, wenn man sie nach ihrer Wahrnehmung fragt, dass sie ihr gesamtes Gesichtsfeld ohne Einschränkung wahrnehmen können.

## Objektbezogenheit des Neglects
Der Neglect ist je nach Situation, in der sich der Patient gerade befindet, objekt-, körper- oder umweltbezogen. Das bedeutet, dass je nachdem, worauf sich der Patient gerade konzentriert oder worauf er gerade achtet, andere Dinge übersehen werden. Wenn der Patient durch ein Zimmer geht und sich auf den Raum, der ihn umgibt, konzentriert, wird er dabei Objekte und Hindernisse übersehen, welche linksseitig von ihm liegen (sofern die linke Körperseite die von der Störung betroffene ist). Wenn er eine Linie auf einem Blatt betrachtet und diese in der Mitte durchstreichen möchte, wird er die linke Hälfte der Linie übersehen und sie statt in der Mitte eher auf der rechten Seite durchstreichen.
Der Neglect wirkt sich sogar auf Erinnerungen aus. In einem Experiment von Bisiach und Luzzatti (1978) wurden Neglectpatienten gebeten, einen Domplatz aus ihrer Erinnerung von einer bestimmten Perspektive aus zu beschreiben. Hierbei wurden markante Teile des Platzes in der Beschreibung ausgelassen, nämlich jeweils die Teile, welche von der Beschreibungsperspektive aus auf der gegenüberliegenden Seite zur Hirnschädigung lagen. Wurden die Patienten aufgefordert, den Platz mental von einer gegenüberliegenden Stelle aus zu beschreiben, stellten sie die Details auf jener Seite genauer dar, die sie zuvor bei der Beschreibung aus der anderen Richtung ausgelassen hatten. Dies spricht dafür, dass die Aufmerksamkeit mit einer mentalen Repräsentation der Umwelt arbeitet, welche durch Hirnschäden beeinträchtigt werden kann.

## Anatomie
Ein Neglect tritt nicht nur bei einer bestimmten Schädigung im Gehirn auf, sondern kann die Folge von Schäden an verschiedenen Orten im Gehirn sein. Jedoch liegen diese Schäden normalerweise nur in einer Hirnhälfte und beziehen sich größtenteils auf den Bereich zwischen Parietal-, Temporal- und Occipitallappen. Ein Neglect kann in seltenen Fällen auch nach einer Frontalhirnläsion auftreten. Auch subkortikale Läsionen im Putamen oder Nucleus caudatus der Basalganglien oder des Pulvinars im Thalamus können zum Neglect führen. Funktionell betrachtet handelt es sich um Schädigungen in Assoziationsgebieten (sekundär rezeptiven Rindenfeldern), meist um Anosognosien, die durch Herde in der rechten Parietalregion hervorgerufen sind.

## Auswirkungen
Die Auswirkungen auf den Alltag unterscheiden sich je nach Schweregrad der Störung. Patienten mit deutlichem Neglect zeigen beispielsweise Schwierigkeiten beim Lesen, da sie den Zeilenanfang nicht finden. Bei der Körperpflege wird die vernachlässigte Seite übergangen, z. B. beim Rasieren oder Schminken. Essen wird auf dem Teller zum Teil ignoriert. Im Gespräch fällt auf, dass Neglectpatienten ihren Gesprächspartner meist nicht anschauen oder nur für kurze Zeit. Bei akustischen Reizen aus der vernachlässigten Seite wenden sie ihren Kopf häufig suchend in die andere Richtung.
Bei schwer betroffenen Patienten ist intensive Pflege nötig, da sie sich z. B. weder allein anziehen können noch allein zur Toilette gehen können.

## Neuropsychologische Diagnostik
Man hat verschiedene Verfahren entwickelt, um einen Neglect festzustellen; dazu gehören die Linienhalbierung, Such- und Durchstreichaufgaben, Nachzeichnen und Leseaufgaben. Keine einzelne Methode reicht aus, einen Neglect sicher angeben zu können, da die Symptome bei den Patienten unterschiedlich stark ausgeprägt sind. Führt man jedoch mehrere Tests durch, kann man ein ziemlich sicheres Urteil über das Vorhandensein eines Neglects treffen.
Linienhalbierung
Dem Probanden werden horizontale Linien vorgelegt, die er in der Mitte durchstreichen soll. Eine Verschiebung der Halbierungen zu einer Seite spricht für einen Neglect.
Such- und Durchstreichaufgaben
Der Proband erhält einen Bogen Papier, auf dem verschiedene Symbole, z. B. Buchstaben oder Quadrate, zufällig verteilt sind. Er soll nun Objekte einer Art suchen und durchstreichen. Neglectpatienten lassen eher die Symbole auf einer Seite aus.
Kopieren oder freies Zeichnen
Der Proband wird gebeten, ein Bild (z. B. eines Hauses oder eines Tisches) nachzuzeichnen oder aus dem Gedächtnis ein Objekt aufzumalen, wie zum Beispiel eine Uhr. Neglectpatienten lassen bei ihren Zeichnungen Teile aus, normalerweise auf der kontraläsionalen Hälfte des Motivs, und zeichnen so z. B. nur eine halbe Uhr.
Leseaufgaben
Hier wird der Patient gebeten, einen Text vorzulesen. Neglectpatienten vergessen häufig Wörter, die am Zeilenanfang stehen.
Schwere Neglectstörungen bedürfen in der Regel keiner aufwendigen neuropsychologischen Diagnostik, sondern können mit etwas Erfahrung allein durch die Verhaltensbeobachtung erkannt werden. In Zweifelsfällen oder zur genauen Bestimmung des Schweregrades der Störung ist jedoch eine neuropsychologische Abklärung erforderlich.

## Therapie und Verlauf
Der Neglect verbessert sich meist spontan, und bei ca. 65 % der Patienten ist nach 15 Monaten kein Neglect mehr nachweisbar. Bei den verbliebenen 35 % bleiben weitere deutliche Einschränkungen bestehen. Eine früh einsetzende neuropsychologische Therapie kann den Neglect nachweislich verbessern. Patienten mit einem rechtsseitigen Neglect erholen sich generell schneller als Patienten mit einem linksseitigen Neglect.
Zur Behandlung des Neglects stehen mittlerweile eine ganze Reihe von Verfahren zur Verfügung: Neben visuellem Explorationstraining werden eine Vibrationstherapie der Nackenmuskeln, Alertnesstraining, optokinetische Stimulation und Adaptation nach Prismenbrille angewandt.
Der früher häufig gegebene Rat, Patienten mit Neglect mit der gesunden Seite an eine Wand zu setzen oder im Bett zu positionieren, damit sie gezwungen sind in ihre vernachlässigte Seite zu explorieren, wird heute nicht mehr gegeben. Es hat sich gezeigt, dass zumindest schwer betroffenen Neglectpatienten die Exploration in die vernachlässigte Seite nicht gelingt und sie sehr unter der ihnen aufgezwungenen Lage leiden.
Es gibt verschiedene Möglichkeiten, die Symptome des Neglects vorübergehend aufzuheben. Dabei hat es sich grundsätzlich bewährt, die Aktivität in der geschädigten Hirnhälfte vorübergehend zu erhöhen. So kann die Einschränkung durch den Neglect mit Hilfe von kalorischer Stimulation vorübergehend teilweise oder sogar vollständig aufgehoben werden. Bei der kalorischen Stimulation wird entweder warmes oder kaltes Wasser durch den Gehörgang im Ohr gespült. Es ist aber dabei zu bedenken, dass die Spülung des Gehörganges kurzzeitig zu Nystagmus, massivem Schwindel bis hin zum Erbrechen und sogar (in seltenen Fällen) zu epileptischen Anfällen führen kann. Auf keinen Fall sollte der Patient während der Spülung den Kopf nach vorn neigen, da die Wirkung auf das Vestibularorgan dadurch noch erhöht wird.
Auch Vibrationsmassagen am Nacken haben sich als hilfreich erwiesen, die Neglectsymptome vorübergehend zu verringern.

## Erklärungsmodelle
Verschiedene Theorien versuchen die Phänomene des Neglects zu erklären.
Aufgrund der verteilten Orte, an denen Hirnläsionen einen Neglect zur Folge haben, vermuten einige Hirnforscher, dass der Neglect ein Anzeichen dafür ist, dass Aufmerksamkeit als kognitiver Prozess an verschiedenen Stellen im Gehirn stattfindet, bzw. über mehrere Bereiche verteilt ist und daher eine Unterbrechung der Verbindungen dieser Bereiche zueinander zu Störungen in der Aufmerksamkeit führen können.
Nach Kinsbourne schafft jede unserer beiden Hirnhälften einen Aufmerksamkeitsvektor, welcher die Aufmerksamkeit auf die ihr gegenüberliegende Seite der Außenwelt ausrichtet und dabei die andere Hirnhälfte unterdrückt. Beide Hirnhälften kämpfen also darum, die Aufmerksamkeit auf Objekte in ihrem gegenüberliegenden Bereich auszurichten. Wird nun eine Hirnhälfte geschädigt, so kann sie die andere Hirnhälfte nicht mehr genügend unterdrücken, und diese erhält dadurch einen Vorteil in dem Wettstreit um Aufmerksamkeit.
Das häufige Auftreten von linksseitigen Neglects als Folge von rechtsseitigen Hirnläsionen hat zu der Annahme geführt, dass die Einflüsse beider Hirnhälften auf die Aufmerksamkeit nicht gleichmäßig verteilt, sondern lateralisiert sind. Die rechte Hirnhälfte habe vermutlich die Fähigkeit Aufmerksamkeit sowohl auf die linke, als auch auf die rechte Seite der Umwelt auszurichten, hingegen hat die linke Hirnhälfte nur einen Einfluss auf die rechte Seite der Umgebung. Wenn man annimmt, dass diese Theorie stimmt, dann erklärt sich der Neglect folgendermaßen: Ein (Teil-)Ausfall der linken Hemisphäre führt zu Schwierigkeiten, den rechten Teil des Gesichtsfeldes wahrzunehmen, die rechte Hirnhälfte kann diese Einschränkung allerdings teilweise ausgleichen. Wenn allerdings die rechte Hirnhälfte ausfällt, kann die linke ihre Funktion nicht ausgleichen und das linke Gesichtsfeld wird vernachlässigt.
Michael Posner und Mitarbeiter vermuten aufgrund der unterschiedlichen Formen von Neglect drei Hauptprozesse der Aufmerksamkeit, welche jeweils einzeln ausfallen können: 1.) Das Lösen von Aufmerksamkeit von einem Objekt (Disengagement), 2.) Das Verlagern von Aufmerksamkeit (Movement) und 3.) die erneute Zuwendung von Aufmerksamkeit auf ein neues Objekt (Engagement).

## Sonderformen des Neglects
- Visueller Neglect – Sehen
- Olfaktorischer Neglect – Riechen
- Somatosensibler Neglect – Tastsinn
- Auditorischer Neglect – Hören
- Motorischer Neglect – bewusste Bewegung
- Kinästhetischer Neglect – unbewusste Bewegung
- Pseudoneglect – neglectähnliches, aber nicht pathologisches Phänomen